# Pieter Snellen
Pieter Cornelius Tobias Snellen (Rotterdam, 30 augustus 1832 - aldaar, 29 maart 1911), niet te verwarren met Samuel Constantinus Snellen van Vollenhoven, was een Nederlands entomoloog die gespecialiseerd was in vlinders en daarnaast een handelaar in verf en vernis te Rotterdam. De sectie microlepidoptera van de Nederlandse Entomologische Vereniging draagt zijn naam.
Enkele bekende publicaties:
- P.C.T. Snellen (1867) "De Vlinders van Nederland, Macrolepidoptera systematisch beschreven" Google Books
- P.C.T. Snellen (1882) "De Vlinders van Nederland, Microlepidoptera systematisch beschreven"

- Gemeinsame Normdatei: 1055365044
- International Standard Name Identifier: 0000 0000 5034 8719
- Library of Congress Control Number: no2008161503
- Nederlandse Thesaurus van Auteursnamen: 074187708
- Virtual International Authority File: 2864182
- WorldCat: E39PBJfWVYd6CDPt9K9MdGHHmd